# Sanglantes Confessions
Pour plus de détails, voir Fiche technique et Distribution.
Sanglantes Confessions (titre original : True Confessions) est un film américain réalisé par Ulu Grosbard sorti en 1981 et qui s'inspire de l'affaire du Dahlia noir.

## Synopsis
Desmond Spellacy a la dignité de prélat, quant à son frère Tom, il est policier. Le corps d'une jeune prostituée a été retrouvé coupé en deux et ce meurtre est peut-être en rapport avec des personnages haut placés de l'Église. Ce qui oblige Tom à se rapprocher de son frère qu'il ne côtoyait plus vraiment et à lui demander son aide.

## Fiche technique
- Titre : Sanglantes Confessions
- Titre original : True Confessions
- Réalisation : Ulu Grosbard
- Scénario : John Gregory Dunne & Joan Didion
- Musique : Georges Delerue
- Photographie : Owen Roizman
- Montage : Lynzee Klingman
- Production : Robert Chartoff & Irwin Winkler
- Société de production : Chartoff-Winkler Productions
- Société de distribution : United Artists
- Pays :  États-Unis
- Langue : anglais
- Format : Couleur - Stéréo - 35 mm - 1.85:1
- Genre : Drame, Policier
- Durée : 104 min
- Date de sortie : 
  -  États-Unis : 25 septembre 1981
  -  France : 4 novembre 1981
- Classification :
  - France : tous publics[Note 1]

## Distribution
- Robert Duvall (VF : Marcel Bozzuffi) : L'inspecteur Tom Spellacy
- Robert De Niro (VF : Michel Creton) : Monseigneur Desmond Spellacy
- Kenneth McMillan (VF : Raoul Delfosse) : L'inspecteur Frank Crotty
- Charles Durning (VF : Michel Beaune) : Jack Amsterdam
- Ed Flanders (VF : Michel Gudin) : Dan T. Campion
- Cyril Cusack (VF : Jean Berger) : Le cardinal Danaher
- Rose Gregorio (VF : Sylvie Moreau) : Brenda Samuels
- Burgess Meredith (VF : Teddy Bilis) : Monseigneur Seamus Fargo
- Darwyn Carson (VF : Maïk Darah) : Lorna Keane
- Dan Hedaya (VF : Roger Lumont) : Howard Terkel
- Jeanette Nolan (VF : Paula Dehelly) : Mme Spellacy
- Sausan Myers (VF : Catherine Lafond) : Georgette Amsterdam
- James Hong (VF : René Renot) : Le légiste Wong
- Paul Valentine : Le deuxième détective
- Colin Hamilton (VF : Jacques Ebner) : Le maître d'hôtel